# L'Art du corps et du cœur
Singles de Tragédie
Bye Bye
(2005) Merci
(2005)
Pistes de À fleur 2 peau
Ce n'est pas moi que t'as choisi (Lady)
(7) Entre nous
(9)
L'Art du corps et du cœur est une chanson du duo nantais Tragédie sorti le 22 avril 2005 sous le label Warner Music Group. 3e single extrait de leur 2e album studio A fleur 2 peau. Le single se classe dans le top 20 en France.

## Liste des pistes
CD-Single
1. L'Art du corps et du cœur - 3:44
2. T-Song - 3:18

## Classement par pays
| Classement (2005)                       | Meilleure position |
| --------------------------------------- | ------------------ |
| France (SNEP)                           | 19                 |
| Belgique (Wallonie Ultratop 50 Singles) | 26                 |
| Suisse (Schweizer Hitparade)            | 65                 |